# Châtellenie de Bourbourg
Pour les articles homonymes, voir Bourbourg (homonymie).
La Châtellenie de Bourbourg en Flandre maritime, actuel arrondissement de Dunkerque, doit sa création au XIe siècle au comte de Flandre, probablement Baudouin V de Flandre. Seigneurs de Bourbourg et châtelains de Bourbourg y partagent le pouvoir. Ils sont pour la plupart des personnages de premier plan dans la France de l'Ancien Régime. La châtellenie recouvre un territoire de 12 738 hectares (ou 28950 mesures selon les termes de l'époque). En 1720, le châtelain vend ses biens dans la châtellenie pour un montant de 400 000 livres. La Révolution française supprime les titres de noblesse et les anciennes circonscriptions du territoire ce qui signifie la disparition de la châtellenie. Celle-ci aura donc duré plus de 700 ans.

## Histoire de la châtellenie
Bourbourg devient le siège d'une châtellenie au XIe siècle. La date précise de création n'est pas connue. Elle est citée avec celles de Bergues et de Furnes dans un acte du cartulaire de la collégiale Saint-Pierre de Lille en 1066. Son fondateur fut probablement Baudouin V de Flandre, comte de Flandre de 1035 à 1067.
Il semble qu'elle soit née par division de la châtellenie de Bergues : voir ci-dessous Thémard, premier châtelain de Bourbourg.
La création de la châtellenie de Bourbourg n'a lieu qu'au XIe siècle, plus tardivement que d'autres, car cette partie de la Flandre maritime était, avant cette date, un ensemble de marais ou de terres inondables avec peu de terres émergentes et une population longtemps limitée. Le drainage et le travail effectué notamment par les moines (rôle du chapitre de chanoines d'Aire sur la Lys) pour rendre ces terres cultivables et habitables aux XI-XIIIe siècles ont permis de gagner des milliers d'hectares et de créer de nouveaux villages (Cappelle-Brouck, Saint-Pierre-Brouck, Millam, Eringhem, Looberghe). Le nom même de Bourbourg, située en terre flamande, signifie en flamand ville ou forteresse dans le marais.
La Châtellenie de Bourbourg est une des quatre châtellenies que compte la Flandre maritime au XIIIe siècle avec celles de Bailleul, de Cassel, et de Bergues Saint Winoc.
Une châtellenie est un territoire soumis à la protection militaire d'un châtelain créé à cet effet par son suzerain, en l'occurrence le Comte de Flandres, territoire qui possède une charte ou keure, un magistrat (instance administrative) sous l'autorité d'un bailli. Le châtelain a donc ainsi une fonction militaire, chef de la garnison qui défend la châtellenie, ainsi que de police et de justice, rôle partagé avec le seigneur foncier. Les châtelains disposent d'un réel pouvoir d'autant plus que le titre de châtelain est héréditaire.
Les châtellenies donnent leur unité aux territoires qu'elles recouvrent et servent souvent à les désigner. Celle de Bourbourg compte jusqu'en 1140 Mardyck intégrée à ce moment à la châtellenie de Bergues et le Pays de Langle (communes de Saint-Folquin, Sainte-Marie-Kerque, Saint-Omer-Cappelle, l'actuel hameau de Saint-Nicolas dépendant de Bourbourg), érigé en châtellenie autonome au milieu du XIIIe siècle. À la même époque, Gravelines échappe elle aussi à la châtellenie en devenant une seigneurie indépendante.
Elle existe dans la même configuration du XIIIe à la Révolution française qui abolit les anciennes divisions territoriales (néanmoins, le canton de Bourbourg créé en 1789 va plus ou moins recouvrir la même aire géographique que la châtellenie). Elle reste un pouvoir indépendant au contraire des châtellenies de Bergues, Cassel, Saint Omer qui seront progressivement rachetées par les comtes de Flandre.
Elle contient dès lors les paroisses suivantes : Bourbourg, Cappelle-Brouck, Craywick, Drincham, Eringhem, Holque, Looberghe (en partie, le reste relève de la châtellenie de Bergues Saint Winoc), Loon, Merckeghem, Millam, Saint Georges sur l'Aa, Saint Pierre Brouck.
Les châtelains successifs doivent compter avec le propriétaire foncier de la principale seigneurie, dite Cour souveraine du Ghyselhuys, dont dépend la majorité des autres fiefs, et ce d'autant plus que cette dernière appartient souvent aux suzerains directs des châtelains : comtes de Flandre puis plus tard rois de France (voir ci-dessous). Il n'arrivera qu'une seule fois que le châtelain de Bourbourg soit également seigneur de Bourbourg en la personne de Louis de Luxembourg-Saint-Pol (voir ci-dessous).
Échappe encore au pouvoir du châtelain, la ville de Bourbourg elle-même, dotée d'une charte communale propre et gérée par un magistrat spécifique. 
En revanche, si le comte de Flandre détient le droit d'épave sur les rivages de ses possessions, le châtelain de Bourbourg jouit d'un tiers de ce droit sur les riavages de la châtellenie.
En 1587, les deux magistrats, (corps constitués), de la ville et de la châtellenie, sont réunis en un seul corps par Philippe II roi d'Espagne, et entre autres Comte de Flandre, mais la ville garde son autonomie, même si les deux entités ont désormais un scel (sceau) commun. De même, gardent un statut particulier, les seigneuries dites les "Quatre vassaux", relevant directement du comte de Flandre à l'origine, constituant la vassalerie de Bourbourg, qui disposent souvent de la haute justice sur leur territoire et dont les premiers détenteurs étaient souvent des familiers des Comtes de Flandre ou des membres du clergé (voir en fin de page). Les Quatre Vassaux représentent au total près d'un quart de la totalité de la châtellenie (7639 mesures sur 28950 soit 3 361 hectares sur 12738) en 1679, s'étendant principalement sur le sud de l'entité : Saint-Pierre-Brouck, Holque, Cappelle-Brouck, Merckeghem, Millam. Chaque "vassal" se compose de deux à trois seigneuries, plus au moins autonomes les unes par rapport aux autres, appartenant à des propriétaires différents.
En dehors de ces exceptions, tous les fiefs et seigneuries de la châtellenie sont dits sous la keure, (keure signifie charte en dialecte local), c'est-à-dire sous la juridiction du magistrat de la châtellenie, (puis de la ville et châtellenie après 1587), y inclus certains relevant de la Cour souveraine du Ghyselhuys traitée ci-dessous. La dite keure (équivalent de la charte communale pour les communes du Moyen Âge) a été octroyée à la châtellenie, comme à la ville, par la comtesse de Flandre Jeanne de Constantinople et son mari Thomas II de Piémont (Thomas de Savoie) en 1240. Les coutumes, lois et privilèges de la châtellenie ont été confirmées par le roi Philippe le Bel en 1298 et le seront régulièrement dans l'avenir au gré des changements de suzerains.
Au fil du temps, les seigneurs de Bourbourg et les châtelains de Bourbourg relèvent de prestigieuses familles (voir ci-dessous).
On retrouve encore mention de la châtellenie dans un autre domaine, celui de la gestion des wateringues, (gestion des terres facilement inondables) essentielle dans cette zone de terres basses qu'il faut drainer, endiguer et entretenir constamment ; le territoire de la châtellenie délimite ce qu'on appelle le « premier arrondissement », (le second étant celui de la châtellenie de Bergues) avec direction par le magistrat commun de la ville et châtellenie à la veille de la Révolution française.

### Prospérité au Moyen Âge
Au cours de son histoire, la châtellenie relève des comtes de Flandre puis des ducs de Bourgogne quand ceux ci deviennent comtes de Flandre : en 1369, le duc Philippe II de Bourgogne (Philippe le Hardi) devient comte de Flandre par son mariage avec Marguerite III de Flandre héritière du dernier comte Louis II de Flandre (Louis de Male). Elle passe ensuite aux mains du Saint-Empire romain germanique, avec Maximilien Ier (empereur des Romains) qui épouse en 1477 Marie de Bourgogne fille et héritière du dernier duc de Bourgogne Charles le Téméraire. Puis elle devient possession espagnole sous Philippe Ier le Beau, fils de Maximilien et père de Charles Quint. Elle reste espagnole jusqu'au XVIIe siècle, époque où le long affrontement entre la France et l'Espagne se déroule notamment en Flandre et y provoque des ravages (voir ci-dessous). La châtellenie de Bourbourg rejoint enfin le royaume de France en 1659 par le traité des Pyrénées : la châtellenie et Gravelines deviennent définitivement françaises. Mais les alentours, ainsi la châtellenie de Bergues, demeurent espagnols et les affrontements se poursuivent. Il faut attendre 1713 et les traités d'Utrecht pour que la frontière nord de la France devienne définitive et que la paix soit retrouvée de façon stable.
La châtellenie de Bourbourg va connaitre une longue période de prospérité de sa création au XVIIe siècle. Bourbourg, chef-lieu de la châtellenie, est très peuplée, a une importance nettement plus grande que la ville connait un fort développement dû au commerce des denrées produites dans les campagnes environnantes, vendues lors des foires et marchés qui se tiennent dans la ville. La châtellenie a certes connu des moments difficiles, lors d'épisodes guerriers, comme la croisade d'Henri le Despenser en 1383 pendant la guerre de Cent Ans, ou lors de l'expédition du Maréchal de Thermes (Paul de La Barthe de Thermes) en Flandre espagnole en 1558 : la France vient de reprendre Calais à l'Angleterre et le Maréchal mène un raid destructeur en Flandre espagnole pendant lequel ses troupes ravagent et pillent la Flandre maritime, affaire terminée par la bataille de Gravelines, défaite française. Néanmoins, terre flamande puis bourguignonne, puis espagnole, malgré sa situation quasi frontalière avec l'Angleterre, lorsque celle-ci détient Calais et les territoires qui entourent la ville entre 1347 et 1558, et avec la France, l'Artois français est proche, la châtellenie a pu se développer et connaître de longues périodes de paix. Elle a en outre peu été touchée par les troubles qui ont accompagné au XVIe siècle l'apparition du protestantisme, cause de destructions et pillages en d'autres lieux comme les châtellenies de Bergues et de Cassel voisines (voir furie iconoclaste). Un auteur du XVIIe siècle, le sire de Rocoles, a pu en dire, qu'avant les guerres du XVIIe siècle, Bourbourg était considérée comme la «  petite cour de Flandres » après Bruxelles en raison du grand nombre de noblesse qui y vivait, et elle fut la ville où il séjourna le plus volontiers lors de ses voyages en Flandre.
Il a certes été demandé à la châtellenie, à quelques reprises, de contribuer aux efforts de guerre, mais sans que cela n'affecte en profondeur sa situation : ainsi le 21 juin 1553, Marie de Hongrie, gouvernante des Pays-Bas a ordonné à la ville d'envoyer des pionniers pour travailler à la démolition de Thérouanne, tombée dans les mains puis détruite par Charles-Quint.

### Destructions auXVIIesiècle
Au début du XVIIe, la châtellenie connait un net déclin. À partir de 1635, elle va connaitre presque 50 ans de guerre quasi ininterrompus lors de l'affrontement entre l'Espagne et la France, à l'époque des guerres menées par Louis XIII et surtout Louis XIV. La guerre franco-espagnole puis la guerre de Hollande se déroulent notamment en Flandre maritime et se traduisent par de nombreux ravages. La châtellenie, espagnole puis française, ne se relèvera pas de cette longue période d'avanies. Edmond de Coussemaker rapporte une chronique établie année après année entre 1635 et 1685 par un bourgeois de Bourbourg, retrouvée dans les archives de la ville, qui relate les évènements successifs et les destructions causées.
À cela, s'ajoutent des épisodes tels que la peste qui frappe la ville et la châtellenie en 1636 (ainsi qu'en 1646). Toujours en 1636, la garnison française d'Ardres prend le château de Zinneghem, situé à quelques kilomètres, (Seigneurie de Zinneghem), les garnisons de Bourbourg, Saint-Omer, Gravelines reprennent le château après trois jours de combat, mais à la suite de cet épisode, les habitants du pays de Bredenarde autour d'Audruicq et du pays de l'Angle (autour de Saint-Folquin) viennent se réfugier sur le territoire de la châtellenie, source de désordres, et les habitants de la châtellenie se voient en revanche imposer de monter la garde à pied et à cheval de Watten jusqu'à Gravelines pour éviter toute attaque à travers l'Aa jusqu'en 1644; ce qui n'empêche pas des incursions ennemies à travers le pays, avec les dégâts subséquents, mais ne permet pas de cultiver les terres, élever le bétail etc.
En 1639, l'Espagne fait renforcer les fortifications de Bourbourg. Gaston de France, duc d'Orléans vient l'assiéger en 1644 en brûlant et pillant le pays sur son passage. Après quelques jours, Gaston lève le camp pour aller assiéger Gravelines qu'il prend la même année. Les maisons, granges, étables associées au château de Bourbourg sont brûlées par les Français pendant cet épisode.
Les Français prennent finalement Bourbourg l'année suivante en 1645, en partie à la suite des maladresses des Espagnols. Ceux-ci avaient remplacé le gouverneur de Bourbourg, Philippe de Licques en place depuis 1624 et apprécié de la population par un favori du gouverneur des Pays-Bas, (Liste des gouverneurs des Pays-Bas espagnols et autrichiens) moins qualifié et contre l'avis des troupes en place. Démoralisée, la ville assiégée en août 1645 résiste peu. La même année, les Français prennent également les forts de Mardyck et de Lynck (hameau partagé entre Cappellebrouck, Eringhem, Looberghe, Merckeghem et Millam).
Les gouverneurs français de Bourbourg et de Gravelines se disputent alors la suprématie sur la châtellenie, les habitants sont pris en tenaille entre les demandes, pressions contradictoires et actes de répression des deux autorités. Le bourgmestre de Bourbourg, Louis Maes, envenime les choses en intriguant auprès du gouverneur de la ville. Il provoque l'exil de plusieurs notables de la ville, et donc l'appauvrissement de celle-ci. Il faut l'intervention du maréchal de Rantzau (Josias Rantzau), gouverneur de Dunkerque pour régler les problèmes : le gouverneur de Bourbourg est remplacé, le bourgmestre condamné à la pendaison après enquête de représentants neutres venus de la châtellenie de Furnes.
En 1649, Louis XIV, préférant concentrer les efforts sur Gravelines et Dunkerque, ordonne la destruction des fortifications de Bourbourg. Profitant des troubles de la Fronde, en 1651, l'Espagne reprend Bergues, le fort de Lynck et Bourbourg qu'elle fortifie légèrement de nouveau pour en faire un poste avancé. En 1652, elle s'empare de Gravelines puis de Dunkerque et fait venir des troupes pour monter la garde sur l'Aa de 1654 à 1657. L'attitude de ces soldats pendant toute cette période, ainsi que la présence et/ou le passage des troupes augmentant les dégâts, font monter le ressentiment contre les Espagnols et provoquent un nouvel exode d'une grande partie de la population. Les Français reprennent Bourbourg en 1657, les Espagnols lors de la retraite ravagent Loon-Plage et Saint-Georges-sur- l'Aa. Le maréchal de Schomberg (Frédéric-Armand de Schomberg) passe l'hiver à Bourbourg avec de 4 à 5 000 hommes dont une moitié d'Anglais (l'Angleterre est alors alliée de la France) qu'il faut donc héberger, nourrir; de plus les Anglais sont protestants, ce qui provoque l'exil d'une partie de la population par crainte de l'hérésie. En 1658, Turenne prend Dunkerque (Bataille des Dunes), le maréchal de la Ferté se rend à Gravelines pour l'assiéger et dans cet objectif fait abattre plusieurs maisons de Bourbourg pour en utiliser le bois pour le siège.
Par le traité des Pyrénées en 1659, la châtellenie de Bourbourg devient définitivement française, mais la ville sans fortifications solides et la châtellenie sont soumises aux demandes ou raids des Espagnols présents à proximité, au fort de Lynck, à Saint-Omer et Bergues, des Français qui tiennent Gravelines et des Anglais qui possèdent Dunkerque (de 1658 à 1662). Le Magistrat (les échevins de la ville et châtellenie) de Bourbourg réussit à empêcher que les Anglais, lors d'une expédition, ne provoquent de dégâts en faisant quelques présents au gouverneur (ce qui ne sera pas le cas dans la châtellenie de Bergues, redevenue espagnole, notamment Pitgam ravagée par les Anglais).
À cette époque, la châtellenie n'est plus que l'ombre d'elle-même, beaucoup d'habitants ont fui, dont nombre de notables, certains ont tenté de se réfugier dans le pays de l'Angle (autour de Saint-Folquin), en vain, très mal accueillis, dépouillés, ils ne peuvent que revenir en ayant tout perdu, ceux restés sur place manquent de tout, les champs ne sont plus cultivés, les maisons, églises, moulins sont à reconstruire. On fait venir des laboureurs et fermiers du Boulonnais et du Calaisis ainsi que de Flandre orientale, mais certains sont tout autant démunis que les gens du pays, la ville de Bourbourg ne compte plus que des personnes pauvres, elle n'attire plus. Malgré tout, profitant de quelques années de paix, on réorganise, on tente de rétablir la situation.
Les épisodes guerriers reprennent en 1667 : la France reprend Bergues qui résiste peu, et renforce son emprise sur la région pour obtenir le paiement des taxes et impôts pour financer la guerre. La perte de Bergues, devenue définitivement française par le Traité d'Aix-la-Chapelle en 1668, amène les Espagnols encore présents au fort de Lynck et à Saint-Omer, à multiplier les courses dans la châtellenie pour exiger des contributions ou réquisitions de denrées pour nourrir leurs troupes, à provoquer des escarmouches, comme à Bourbourg en 1675. Cette situation dure jusqu'en 1676 : le maréchal d'Humières prend Aire-sur-la-Lys puis le fort de Lynck qui résiste peu. Le roi fait d'abord fortifier le fort en mettant à contribution les châtellenies de Bourbourg et de Bergues, puis après la paix de 1678 (Traités de Nimègue), le fait démanteler. À cette date, Bourbourg n'est plus ville frontière (Louis XIV a pris en 1677-1678 Valenciennes, Cambrai, Gand, Ypres, Saint-Omer), mais la châtellenie est ruinée, épuisée par la fourniture d'hommes, chevaux, bétail, matériel, grains, fourrages, par le logement et/ou le passage de troupes, les taxes pour financer la guerre, en plus des contributions ordinaires ou exceptionnelles pour établir des routes, réaménager les canaux, entretenir les fortifications comme celles de Gravelines.
En 1646, le roi avait maintenu Bourbourg dans ses anciens privilèges (chartes instituant une commune, droits spécifiques comme le droit de foire, etc.) en contrepartie d'une contribution de 4000 livres/an pour entretenir les casernes de Gravelines. En août 1679, il autorise la ville à tenir une franche foire tous les 1er mardis du mois, s'ajoutant aux deux foires annuelles tenues lors de la Saint-Jean (en juin) et des fêtes de la Croix (en septembre) et aux marchés tous les vendredis, mais ces manifestations ne retrouvent pas leur ancien éclat, les villes de Bergues et de Dunkerque ont récupéré le commerce ayant auparavant lieu à Bourbourg.
Le creusement du canal reliant l'Aa à Dunkerque, décision prise par le roi en 1670, améliore la situation de la châtellenie et de la ville de Bourbourg : le problème d'évacuation des eaux était un problème récurrent pour plusieurs paroisses de la châtellenie : Loon-Plage, Craywick, Saint-Georges-sur-l'Aa, Saint Nicolas, Saint-Pierre-Brouck, Holque, Cappelle-Brouck, l'Aa qui mène à Gravelines jouant longtemps mal ce rôle en raison de l'entretien négligé ou contrarié par les guerres et du mauvais état du chenal entre Gravelines et la mer. Le nouveau canal, construit à partir de 1673, appelé canal de Bourbourg, permet à la ville d'évacuer ses eaux elle-aussi, et en construisant une écluse sur le canal, de disposer d'une eau coulante et fraîche au lieu d'une eau croupissante et malsaine jusque là.
Les ville et châtellenie continuent d'être mises à contribution pour l'effort de guerre : en février 1692, des chariots de Bourbourg ont participé au siège de Namur par les troupes françaises en voiturant de la poudre à Saint-Omer et Ypres, une taxe spéciale ayant été créée pour financer l'action. En 1693, la ville a fourni des pionniers pour le siège de Charleroi.
Au XVIIIe siècle, la châtellenie panse ses plaies, reconstruit, rebâtit, mais ne retrouve jamais le niveau antérieur; dans la région, les rois de France favorisent désormais Dunkerque, jugée en meilleure position (voir Histoire de Dunkerque) (le développement de la ville et du port de Dunkerque se font également au détriment de la ville de Bergues, qui elle non plus ne retrouvera plus sa position prééminente et devra accepter progressivement sous la Révolution et le Premier Empire, le transfert vers Dunkerque des signes du pouvoir, tel que le siège de l'arrondissement, du tribunal de première instance, etc.) (voir District de Bergues).

## Seigneurs de Bourbourg
La châtellenie de Bourbourg compte de très nombreuses seigneuries d'importance et de limite géographique (chevauchant les paroisses ou dont les détenteurs dépendaient d'une autre châtellenie) très variable sans compter que les suzerains créaient les seigneuries selon leur bon vouloir pour récompenser des fidèles ou qu'elles étaient fondées au fur et à mesure de l'assainissement des marais (environ une centaine de fiefs-seigneuries, énumération et analyse dans l'ouvrage de Georges Dupas).
Néanmoins, l'importance de la seigneurie dite de la Cour suzeraine du Ghyselhuys dépasse toutes les autres en prestige et puissance et les seigneuries secondaires en dépendent le plus souvent. Les seigneurs de Bourbourg indiqués ci-dessous sont donc les détenteurs de ce fief majeur.
Jusqu'en 1320, la Cour souveraine du Ghyselhuys, communément appelée Cour du Ghyselhuys ou Ghyselhuys, est conservée dans le domaine des comtes de Flandre. En 1320 elle est incluse dans l'apanage de Robert de Cassel, fils cadet du comte Robert III de Flandres dit Robert de Béthune, avec Dunkerque, Gravelines, les villes et châtellenies de Cassel, Warneton et autres biens. Elle finira par devenir propriété des rois de France à la suite des mariages et successions (voir ci-dessous). La ville connait alors une situation paradoxale : à partir de Henri IV, en 1562 à la mort de son père, les rois de France sont les propriétaires de la seigneurie qui fait toujours partie des possessions de l'Espagne. La situation dure jusqu'en 1659 et le traité des Pyrénées qui attribue définitivement la châtellenie de Bourbourg à la France.
Le comte de Flandre, puis ses successeurs, est représenté sur place par un bailli chargé de défendre ses intérêts, de percevoir différents droits et taxes (ex : droits de succession ou de mutation des fiefs et héritages), de prononcer les décisions de justice, le Ghyselhuys détient toute la justice seigneuriale, sur les biens relevant de lui. Le seigneur foncier du Ghyselhuys partage encore avec le châtelain et les trois autres plus grands propriétaires fonciers de la châtellenie (l'abbaye Notre-Dame de Bourbourg, l'abbaye de Saint-Bertin, l'abbaye de Clairmarais), un droit de regard sur la gestion des watringues sur ce territoire.

### Liste des seigneurs du Ghyselhuys

#### Comtes de Flandre
La seigneurie du Ghyselhuys étant conservée dans le domaine des comtes de Flandre, ceux ci en sont les seigneurs successifs, soit
- Baudouin V de Flandre (vers 1012-1067), dit Baudouin de Lille ou Baudouin le Pieux, comte de Flandre de 1035 à 1067.
- Baudouin VI de Flandre (vers 1030-1070), dit Baudouin de Mons, comte de Flandre de 1067 à 1070.
- Arnoul III de Flandre (vers 1055-1071), dit Arnoul le Malheureux, comte de Flandre de 1070 à 1071.
- Robert Ier de Flandre (vers 1031-1093), dit Robert le Frison, comte de Flandre de 1071 à 1093.
- Robert II de Flandre (1065-1111), dit Robert le Hiérosolymitain ou Robert II de Jérusalem, comte de Flandre de 1093 à 1111.
- Baudouin VII de Flandre (vers 1093-1119), dit Baudouin à la Hache, comte de Flandre de 1111 à 1119.
- Charles Ier de Flandre (v. 1083-1127), dit Charles le Bon, comte de Flandre de 1119 à 1127.
- Guillaume de Normandie, dit Guillaume Cliton (1101-1128), comte de Flandre de 1127 à 1128.
- Thierry d'Alsace (v. 1100-1168), dit Thierry III de Lorraine, comte de Flandre de 1128 à 1168.
- Philippe d'Alsace (v. 1143-1191), dit Philippe de Lorraine, comte de Flandre de 1168 à 1191.
- Baudouin VIII de Flandre (1150-1194), ou Baudouin V de Hainaut, dit Baudouin le Courageux, comte de Flandre de 1191 à 1194.
- Baudouin IX de Flandre,ou Baudouin VI de Hainaut (1171-v. 1205), comte de Flandre de 1194 à 1205.
- Jeanne de Constantinople (1199/1200-1244), comtesse de Flandre de 1205 à 1244.
- Marguerite de Constantinople (v. 1202-1280), ou Marguerite de Hainaut, comtesse de Flandre de 1244 à 1278.
- Gui de Dampierre (1225-1305), ou Gui de Flandre, comte de Flandre de 1278 à 1305.
- Robert III de Flandre (v. 1247-1322), dit Robert de Béthune, comte de Flandre de 1305 à 1322.

Le comte Robert III partage ses possessions entre ses deux fils Louis Ier de Nevers et son fils cadet Robert. Louis reçoit le comté de Flandre et Robert récupère la Flandre maritime et devient seigneur du Ghyselhuys. Il reste dans l'histoire sous le nom de Robert de Cassel. Les biens de Robert passeront à ses descendants successifs sous le nom de seigneurs de Cassel puis de Bar puis de Marle.

#### Seigneurs de Cassel puis de Bar puis de Marle
- Robert de Flandre, dit Robert de Cassel (vers 1278-1331), est seigneur de Cassel, Dunkerque, Bourbourg, Gravelines, Bergues, Nieuport, de 1320 à sa mort en 1331. Il avait épousé Jeanne de Bretagne, fille du duc de Bretagne, morte en 1364. En tant que seigneur du Ghyselhuys, Robert s'affronte avec le châtelain de Bourbourg Jean de Fiennes sur leurs droits respectifs (voir ci-dessous). En 1318, un rapport et dénombrement des fiefs situés dans la châtellenie est dressé à l'occasion du partage qui échut à Robert de Cassel[38].
- Yolande de Flandre (1326-1395), fille du précédent, hérite des biens de Robert du fait de la mort de son frère aîné. Dame de Cassel, etc. elle épouse en premières noces Henri IV de Bar, comte de Bar. Veuve en 1344, elle se remarie en 1353 avec Philippe de Navarre († 1363), frère du roi Charles II le Mauvais. Elle possède la seigneurie au moment de la croisade d'Henri le Despenser en 1383. Yolande de Flandre est un seigneur foncier qui se montre sourcilleux dans la châtellenie sur ses droits : discussions avec les châtelains de la maison de Fiennes puis de Luxembourg, (voir ci-dessous), discussions en 1361 et 1362 avec le chapitre de chanoines d'Aire-sur-la-Lys à propos des droits respectifs en la paroisse de Cappelle-Brouck[39]. En 1360, les fiefs de la châtellenie rendent leur hommage à la dame de Cassel[38].
- Robert Ier de Bar (1344-1411) fils de Yolande, duc de Bar, seigneur de Cassel, etc. Il se marie avec Marie de France, fille du roi de France Jean II le Bon et de Bonne de Luxembourg[40].
- Robert de Bar, dit Robert de Marle (vers1390-1415), petit-fils du précédent (son père Henri de Bar dit Henri de Marle, est mort avant son propre père Robert 1er de Bar), hérite des biens : il est donc comte de Marle et de Soissons, seigneur de Dunkerque, etc. Il meurt à la bataille d'Azincourt en 1415. Il avait épousé Jeanne de Béthune (Maison de Béthune) qui se remaria ensuite avec Jean II de Luxembourg-Ligny.
- Jeanne de Bar ou Jeanne de Marle (1415-1462), seul enfant et fille du précédent, comtesse de Marle et de Soissons, dame de Dunkerque, etc. Elle se marie le dimanche 16 juillet 1435 au château de Bohain, avec Louis de Luxembourg (Louis de Luxembourg-Saint-Pol), connétable de France, mort exécuté pour trahison en 1475. Elle meurt en 1462[41].

Avec ce mariage, la seigneurie de Ghyselhuys connait deux évolutions importantes : elle passe dans les possessions de la Maison de Luxembourg et pour la première fois, le seigneur du Ghyselhuys est également châtelain de Bourbourg, Louis De Luxembourg-Saint-Pol ayant par ailleurs hérité de la châtellenie (voir ci-dessous). Toutefois cette dernière situation ne durera que du temps de ce dernier : celui-ci en dotant ses enfants confie la seigneurie et la châtellenie à deux héritiers différents.

#### Maison de Luxembourg
- Pierre II de Luxembourg-Saint-Pol (vers 1440-1482), fils des précédents, comte de Saint-Pol, de Soissons, de Brienne et de Marle, vicomte de Meaux, châtelain de Lille, seigneur d'Enghien, Oisy, Ham, Bohain, Beaurevoir, Condé en Brie, et donc seigneur de Bourbourg, chevalier de la Toison d'Or en 1478, épouse Marguerite de Savoie, fille du duc de Savoie Louis Ier de Savoie, et d'Anne de Lusignan, veuve de Jean IV, marquis de Montferrat. Il meurt le 25 octobre 1482, son épouse en 1483 à Bruges en l'hôtel de Ghistelles[42].
- Marie de Luxembourg (1462-1546), fille aînée et héritière du précédent (ses frères sont morts jeunes), comtesse de Saint-Pol, de Marle et de Soissons, dame de Dunkerque, etc., épouse Jacques de Savoie, son oncle et en secondes noces François de Bourbon-Vendôme, comte de Vendôme[37]. Elle joue un rôle non négligeable dans la paix des dames de 1529.

Par ce second mariage, la seigneurie de Bourbourg devient possession des comtes de Vendôme et donc de la maison de Bourbon et lorsqu'un membre de celle-ci devient roi de France, des souverains du royaume de France.

#### Maison de Bourbon
- Antoine de Bourbon (1518-1562), petit-fils de François de Bourbon-Vendôme, duc de Vendôme puis roi de Navarre par son mariage avec Jeanne d'Albret, hérite de Marie de Luxembourg les seigneuries de Dunkerque etc et donc de Bourbourg. En 1532, la duchesse de Vendôme, Jeanne d'Albret, visite sa ville de Dunkerque, occasion pour le magistrat de la ville de lui présenter différentes requêtes (lutter contre les lapins qui infestent les dunes de l'ouest, les détruisent et ainsi menacent la sûreté du port, procès contre les gens de Bergues sur les droits respectifs, reconstruction de la prison, retard dans le versement de rentes, etc.)[43].
- Henri de Navarre (1553-1610), fils du précédent, roi de Navarre puis de France, sous le nom d'Henri IV, seigneur de Dunkerque, etc. Ses biens en Flandre sont saisis en 1583, la mainlevée prononcée en 1598[37]. Henri IV avait confié la gestion de ses biens à Barthélémy d'Obry, fermier pour le roi des terres et seigneuries de Dunkerque, Gravelines, Bourbourg[44]. En 1587, il démembre partiellement son domaine pour créer un fief dit de l'espier de Bourbourg (fief donnant lieu à différentes rentes foncières sur des terres) au profit de son oncle le prince de Condé (Henri Ier de Bourbon-Condé). Les descendants de ce dernier ne vont pas le garder et le vendent en 1607[45].
- Louis XIII (1601-1643), fils du précédent, roi de France et de Navarre, seigneur de Dunkerque, etc. Il est seigneur de Bourbourg lors des ravages du XVIIe siècle.
- Louis XIV (1638-1715), fils du précédent, roi de France et de Navarre, seigneur de Dunkerque, etc. Il est seigneur de Bourbourg lors des ravages du XVIIe siècle.
- Louis XV (1710-1774), arrière-petit-fils du précédent, roi de France et de Navarre, seigneur de Dunkerque, etc.
- Louis XVI (1754-1793), petit-fils du précédent, roi de France et de Navarre, dernier seigneur de Dunkerque etc à la suite de l'abolition des seigneuries et titres de noblesse par la Révolution française.,

## Châtelains de Bourbourg
Les premiers châtelains (famille de Bourbourg) résident sur leur fief, la châtellenie est au centre de leurs préoccupations. Au XIIe siècle, une héritière Béatrice de Bourbourg épouse Arnoul II de Guînes comte de Guînes (les liens matrimoniaux entre la famille de Bourbourg et les Comtes de Guînes sont anciens : voir ci-dessous). À partir de cette date, la châtellenie passe dans les mains des comtes de Guînes puis de leurs successeurs pour lesquels elle n'est plus qu'une possession entre plusieurs, ne figurant plus au centre de leur intérêt.
À partir de 1458, les châtelains portent le titre de Vicomte. Ils sont détenteurs de la seigneurie dite du Wythof, de, pendant un temps, celle du château et terres associées et celle de Nieulande sur Eringhem. Le possesseur de « La Court du Wythof » détient l'office (de justice) de vicomte pour la ville et la châtellenie. Le seigneur du Wythof dispose du droit de regard sur la gestion des échevins de la ville et sur les différentes seigneuries de la châtellenie. Les châtelains détiennent en général toute la justice seigneuriale sur leurs fiefs et nomment les ammans (représentants avec fonctions administratives - il existe cinq mairies ou ammanies dans la châtellenie : Saint-Georges sur l'Aa, Craywick, Loon-Plage, Drincham, (Seigneurs de Drincham), Saint-Pierre-Brouck) - et jouissent de différents droits, justice, perception de taxes, enchevêtrés avec ceux du bailli représentant du seigneur foncier et ceux du magistrat de la ville, ce qui provoque des contestations incessantes entre les différents pouvoirs.
Le château proprement dit, fief séparé lors de la vente de la châtellenie par Arnoul III de Guînes, (voir ci-dessous), est détenu jusqu'en 1310, y inclus une confiscation pendant quelque temps par le roi Philippe IV le Bel, par Philippe de Bourbourg et ses héritiers, propriété au XVIe siècle du marquis d'Aarschot, est démoli en 1528, sur ordre de Marguerite d'Autriche, régente des Pays-Bas espagnols pour éviter que les Français ne puissent le prendre et à partir de lui endommager la ville. Les matériaux issus de la démolition sont utilisés pour fortifier et réparer la ville. Les maisons, granges, étables associées au château sont brûlées par les Français pendant le siège de Bourbourg en 1644, précédant le siège de Gravelines.
La châtellenie tient ses réunions dans un lieu appelé « Landhuys », sur le lieu de l'hôtel de ville actuel, le magistrat de Bourbourg ayant son propre local séparé. Lorsqu'en 1587, les deux corps fusionnent, les réunions continuent de se tenir dans le dit « Landhuys ».
Les possessions des châtelains disséminés sur toute la châtellenie et au-delà représentent en fiefs, arrière-fiefs, rentes foncières sur des terres, un ensemble de 2378 mesures soit environ 1 070 hectares.

### Armes
"Tiercé en fasce: au 1 d'or a la croix ancrée de gueules, cantonnée en chef à dextre d'un lion de sable ; au 2, d'or à un oiseau de sable au 3, d'argent à une croix de gueules",.

### Liste des Châtelains de Bourbourg

#### Famille de Bourbourg
- Thémard de Bourbourg (mort en 1127) est le premier châtelain connu avec certitude. Sa trace est retrouvée dès 1072 en tant que donateur dans un acte du cartulaire de l'abbaye de Watten. Il est le fils de Gauthier, châtelain de Bergues et de Bourbourg et reçoit définitivement la châtellenie de Bourbourg en 1090 à la mort de son père[2]. Il est choisi par le comte de Flandre Robert II de Flandre, pour être, durant l'absence de ce dernier pour participer à la croisade (1097-1101), le conseiller de la comtesse Clémence de Bourgogne[2]. Thémard est témoin en 1121 avec son fils Gauthier d'un acte dans lequel le comte de Flandres Charles le Bon accorde à l'abbaye de Bergues Saint Winoc de nombreuses dîmes dont celle de la paroisse de Zuydcoote[54]. Il est assassiné le 2 mars 1127 au côté de Charles le Bon, comte de Flandre, dans l’église St-Donatien de Bruges pendant la messe du mercredi des Cendres, avec ses deux fils aînés[55]. De par sa proximité avec le comte, les châtelains de Bourbourg bénéficient du titre de baron du comté de Flandre[56].
- Henri Ier de Bourbourg, dit Le Glorieux, (mort en 1169), est le 3e fils de Thémard. Il exerce la fonction de connétable de Flandre de 1127, date de la mort de son père à sa propre mort survenue en 1169[55]. Il épouse Sibylle de Guînes, fille de Manassès Ier de Guînes, comte de Guînes. Il s'illustre lors de la difficile succession de Manassès au comté de Guînes, en défendant les intérêts de sa fille Béatrix I de Bourbourg, petite fille de Manassès, mais ne peut empêcher Arnould de Gand de s'emparer du comté et de devenir comte sous le nom de Arnould Ier de Guînes (voir comtes de Guînes)[55]. Henri I de Bourbourg se marie en secondes noces avec Béatrice de Gand-Alost, fille de Baudouin III de Gand-Alost et de Luthgarde de Grimberge[57]. Il meurt en 1168 ou 1169 et est inhumé dans l'abbaye de Saint-Bertin de Saint-Omer[58]
- Baudouin de Bourbourg, (mort en 1180), fils d'Henri I, châtelain de Bourbourg, épouse Julienne de Duras puis Élisabeth de Béthune (Maison de Béthune). Baudouin pouvait prétendre à la seigneurie d'Alost en succession de sa mère, mais il passe un accord avec le comte de Flandre Philippe d'Alsace, et en reçoit les seigneuries de Tourcoing (Seigneurs de Tourcoing), Langemark et Bikschote. Il meurt sans postérité[55] en 1180[57] et est enterré dans l'église de Bourbourg comme les châtelains de sa famille qui vont suivre[59].
- Gautier II de Bourbourg, (mort en 1190), autre fils d'Henri I, succède à son frère[55]. Il est châtelain de Bourbourg et seigneur de Tourcoing. Il se marie avec Mahaut ou Mathilde de Béthune, sœur d'Élisabeth, épouse de son frère, et meurt en 1190[59].
- Henri II de Bourbourg, (mort en 1194), fils de Gautier I, est mineur à la mort de son père. Des membres de la maison de Béthune, frères ou cousin de sa mère gèrent ses biens pendant cette minorité. Chevalier, châtelain de Bourbourg et seigneur de Tourcoing, mais sous contrôle de la famille de Béthune, Henri II meurt jeune en 1194[60].
- Béatrix (Béatrice) III de Bourbourg, (morte en 1224), fille de Gautier II, succède à son frère Henri II. Elle épouse Arnoul II de Guînes, comte de Guînes en 1200[60]. Elle meurt en 1224 après avoir eu 8 enfants (voir Arnould II de Guînes)[55].

#### Comtes de Guînes
- Arnould II de Guînes (???- 1220) devient châtelain de Bourbourg et seigneur de Tourcoing du fait de son mariage avec Béatrice de Bourbourg héritière de la châtellenie[55]. Arnould devra aussitôt défendre l'héritage de sa femme convoité par Mathilde de Portugal, veuve du Comte de Flandres Philippe d'Alsace, au motif que la châtellenie de Bourbourg, constitue avec d'autres biens en Flandre maritime son douaire. Mathilde s'allie avec Renaud de Dammartin, comte de Boulogne, avec lequel Arnould négocie une paix de trois ans. Par la suite, séparée de son époux, Béatrice se réfugie à la cour du comte de Flandres. L'affaire va se résoudre par le conflit entre le comte de Flandres Ferrand de Flandres et le roi de France Philippe Auguste. Arnould allié du roi fait partie des vainqueurs de la bataille de Bouvines en 1214 au contraire de ses ennemis le comte de Flandre et Renaud de Dammartin (voir Arnould II de Guînes) et bénéficie ensuite de l'appui du roi. Arnould II meurt en 1220, Béatrice en 1224 à Bourbourg[61].
- Baudouin III de Guînes (1198–1244), est le fils d'Arnoul II et de Béatrice de Bourbourg. Comte de Guînes, châtelain de Bourbourg, seigneur d'Ardres et de Tourcoing, à l'âge de 22 ans, en 1220, il épouse Mahaut, fille de Guillaume de Fiennes et d'Agnès de Dammartin. La question du douaire de sa mère occasionne plusieurs oppositions entre Béatrice et Baudouin III. La mort de sa génitrice en août 1224 à Bourbourg règle le problème[61]. Il semble qu'en 1221, Béatrice ait fait don à l'abbaye de Chocques de 5 milliers de harengs sorets à prendre tous les ans sur les revenus de Gravelines et une poisse (pesée) de beurre sur les marais de Saint-Pierre (Saint-Pierre-les Calais?)[62],[63]. Le territoire de Guînes étant passé dans l'Artois à partir de 1235, Baudouin III dépend de l'Artois pour son comté et de la Flandre pour sa châtellenie de Bourbourg[64]. Il meurt lui-même en 1244[55].
- Arnoul III de Guînes (1244-1283) est le fils de Baudouin III et de Mahaut de Fiennes. En proie à des difficultés financières, entre 1272 et 1279, il vend l'office de châtelain héréditaire de Bourbourg à Marguerite de Constantinople, comtesse de Flandre (le même vend également son comté de Guînes au roi de France Philippe le Bel en 1282). De ce fait, la châtellenie passe dans les mains des comtes de Flandres[65].

#### Famille de Fiennes
La châtellenie possédée par les comtes de flandre, va leur être temporairement confisquée par le roi de France Philippe IV le Bel (le comte Gui de Dampierre s'était rebellé contre le roi et avait perdu (ex : siège de Lille 1297). En avril 1298, Philippe voulant récompenser les services de Simon Lauwart, bailli de Gand puis de Bruges, et l'indemniser des pertes qu'il a subies, s'élevant à 2 400 livres de Paris, lui cède en échange de quelques biens et revenus, d'autres domaines et notamment un moulin à vent à Sintine Cappelle (Petite- Synthe) et la mairie et châtellenie de Bourbourg confisqués sur le comte Guy. Les relations avec la Flandre s'étant ensuite améliorées, les comtes ont récupéré leur bien.
Robert III de Flandres dit Robert de Béthune, petit-fils de Marguerite de Constantinople, fils de Guy de Dampierre, comte de Flandres, marie en 1307 sa sœur Isabelle de Dampierre (une des dix neuf enfants de Guy de Dampierre) à Jean sire de Fiennes. La dot de l'épouse, promise par son frère, s'élève à 20 000 livres. Par lettres d'août 1310, à Saint-Omer, il donne à sa sœur un revenu de 1 000 livres en terres en décompte de sa dot. Et ces 1 000 livres sont en fait la châtellenie de Bourbourg et tout ce qui en dépend, avec la réserve que la châtellenie retourne au comte de Flandres après le décès du dernier survivant si le couple demeure sans enfants. Dans le document, Robert III appelle Jean de Fiennes son "chier et aimé cousin" : en effet la mère de Robert et la grand-mère de Jean sont cousines germaines.
- Jean de Fiennes, sire de Fiennes, de Tingry, Ruminghem, etc., vassal du comte de Guînes[67], est donc investi de la châtellenie de Bourbourg du fait de son mariage avec Isabelle de Dampierre. En 1320, il rend l'hommage à son suzerain Robert de Cassel qui a reçu de son père Robert III toute la Flandre maritime dont la châtellenie de Bourbourg en apanage. Il avait d'ailleurs assisté au partage de ses terres effectué par Robert III de Flandre entre ses deux fils, en 1320[67]. Les relations de Jean avec Robert de Cassel sont parfois tendues en raison de leurs prétentions respectives sur certains des revenus de la châtellenie[68]. Jean de Fiennes est un haut personnage : en 1328, la commune de Dunkerque s'adresse au sire de Fiennes, châtelain de Bourbourg, en tant que lieutenant du roi de France Philippe VI de Valois en Flandre, pour l'assurer de sa fidélité juste après la bataille de Cassel de 1328 où le roi avait écrasé les communes flamandes révoltées[69]. En 1330, Jean de Fiennes et sa femme Isabelle reconnaissent tenir en fief de Louis comte de Flandre (Louis Ier de Nevers) une rente de 231 livres parisis à prélever sur le tonlieu de Gravelines ainsi que la châtellenie de Bourbourg, et déclarent avoir reçu la somme de 231 livres de veiux gros, à raison d'une vente faite par eux au comte[70]. En 1331, Jean de Fiennes et sa femme, appelée Isabelle de Flandre, font partie d'une liste de seigneurs se portant caution pour Yolande de Flandre, fille de Robert de Cassel, et dame de Cassel etc. après lui, envers le comte de Flandre, dans une affaire concernant les enfants de Yolande[71].
- Robert de Fiennes (1308-1385), dit Morel ou Moreau de Fiennes est le fils de Jean de Fiennes et d'Isabelle de Flandre ou de Dampierre, seigneur de Tingry, Ruminghem[72], devient châtelain de Bourbourg à la mort de son père[8]. Il est connétable de France, soit le premier officier de la Couronne, de 1356 jusqu'en 1370. En 1336, il fait partie des nobles de Flandre, témoins pour la Flandre, du traité de paix et d'alliance, passés entre le comte de Flandre Louis Ier de Flandre et le duc de Brabant, Jean III de Brabant[73]. Il y est dit seigneur de Gavre. En 1345, le roi d'Angleterre Édouard III prie tous ses abbés et particulièrement ses fidèles en Flandre de ne pas permettre que l'on cause du tort à Robert, seigneur de Fiennes, châtelain de Bourbourg qu'il a pris sous sa protection spéciale[74], (tentative du roi de se concilier des alliés dans son combat contre la France? auquel cas c'est un échec, Robert restera fidèle à la France : en 1346, il va empêcher les Anglais de prendre Saint-Omer[75]). Robert connait, comme son père, des tensions avec son suzerain Yolande de Flandre. En 1350, il présente des requêtes devant les représentants de Yolande pour obtenir le respect de ses droits, Yolande s'étant, entre autres, opposée au bannissement d'une personne des terres de Robert. Les hommes de Yolande diffèrent d'apporter une réponse définitive[76]. Dans les documents de 1350, Robert est désigné sous les termes de « Homme noble et Puissant Monseigneur ». Il assigne en douaire à son épouse Marguerite de Melun (Maison de Melun), fille de Jean II de Melun (comte de Tancarville) et de Jeanne Crespin, veuve de Miles de Noyers, comte de Joigny, seigneur de Vendœuvres, Prémartin, le 22 décembre 1366, 4 000 livres de rente sur les terres de Tingry, Ruminghem, Athies etc[77]. En 1376, Robert et son épouse fondent une chapelle sous l'invocation de la vierge Marie et de saint-Jacques apôtre, (Jacques de Zébédée), en l'église de Bourbourg, l'autel étant derrière le grand autel[78]. Il est châtelain de Bourbourg en 1383 au moment de la croisade d'Henri le Despenser, qu'il combat en tant que fidèle du comte de Flandre et du roi (Charles VI) mais il a donc également un intérêt direct et personnel à combattre les Anglais. Il obtient, probablement en 1383 ou 1384, du comte de Flandre Louis de Male, l'autorisation de réparer le château de Bourbourg détruit lors de l'expédition anglaise[79]. Il meurt sans postérité après s'être remarié avec Béatrix de Grave (Maison de Gavre), châtelaine de Saint-Omer, fille de Rasse de Grave, issu de la maison de Laval, branche de la maison de Montmorency et d'Aliénor de Saint-Omer (Maison de Saint-Omer)[72].

#### Maison de Luxembourg
- Walerand III de Luxembourg-Ligny, (1355-1413 ou 1415), comte de Saint-Pol-sur-Ternoise, grand bouteiller de France, puis connétable de France, devient châtelain de Bourbourg en tant qu'héritier de Robert de Fiennes[68], car petit-fils de Jeanne de Fiennes, sœur de Robert, épouse de Jean de Châtillon-Saint-Pol, comte de Saint-Pol[80]. Walerand rencontre à son tour des problèmes du fait des prétentions de Yolande de Flandre, qui persiste dans l'attitude ayant déjà causé les plaintes de Robert de Fiennes : en 1386, il présente une requête devant le comte de Flandres Philippe le Hardi (Philippe II de Bourgogne) au motif que la dame de Cassel le prive d'une partie de ses droits. Dans la commission, donnée depuis Paris à ses représentants locaux, d'examiner le litige, le duc de Bourgogne nomme Walerand III « son amé et féal Cousin le comte de Ligny et de St.-Pol, châtelain de la ville et châtellenie de Bourbourg, comme héritier de feu Seigneur de Fiennes[76] ». Philippe le Hardi tranche en sa faveur : le 10 août 1391, Walerand entre en possession de tous ses droits : Yolande et Walerand passent une convention dans laquelle la comtesse de Bar donne satisfaction au châtelain sur quasiment toutes ses revendications[78]. Désormais, les droits respectifs du seigneur foncier de Bourbourg, représenté par le bailli, et du châtelain héréditaire sont définitivement fixés et ne bougeront plus jusqu'en 1789[68]. Il se marie en 1380 avec Maud de Holand († 1392), veuve d'Hugues de Courtenay, fille de Thomas de Holand et de Jeanne de Kent, sœur utérine de Richard II, roi d'Angleterre. Walerand III épouse, en secondes noces, en 1393, Bonne de Bar, fille de Robert Ier de Bar, déjà rencontré, seigneur du Ghyselhuys. Toutefois, il ne cumule pas la seigneurie de Ghyselhuys et la châtellenie, la seigneurie étant passée dans les mains de Robert de Bar, dit Robert de Marle, petit fils de Robert Ier de Bar. Ce second mariage reste sans postérité.
- Jean IV de Brabant, (1403 -1427) duc de Brabant et comte de Limbourg, hérite de la châtellenie de Bourbourg de sa mère Jeanne de Luxembourg, fille de Wallerand III et de Maud de Holand, épouse d'Antoine de Brabant ou Antoine de Bourgogne, père de Jean IV, duc de Brabant et du Lothier, et de Limbourg, mort à la bataille d'Azincourt en 1415. Il meurt en 1427, sans postérité[80].
- Philippe de Saint-Pol, (1404-1430), frère de Jean IV de Brabant, comte de Saint-Pol et de Ligny (en Barrois), duc de Brabant, de Lothier et de Limbourg, hérite de la châtellenie à la mort de son frère. Il meurt en 1430, à l'âge de 26 ans, a priori sans postérité, après avoir épousé Barbara Fierens[80].
- Pierre Ier de Luxembourg-Saint-Pol, (1390-1433), comte de Brienne et de Conversano, biens hérités de sa mère, est le fils de Jean de Luxembourg, comte de Saint-Pol, seigneur de Beauvoir, et de Marguerite d'Enghien, comtesse de Brienne (maison de Brienne) et de Conversano. Neveu de Walerand III, il récupère la châtellenie de Bourbourg après le décès des deux enfants (Jean IV de Brabant et Philippe de Saint-Pol ci-dessus), sans héritiers légitimes, de sa cousine Jeanne de Luxembourg, fille de Walerand III. Il épouse Marguerite des Baux. Il meurt en 1433[80].
- Louis de Luxembourg-Saint-Pol, (1418-1475), fils de Pierre Ier, petit neveu de Walerand de Luxembourg, hérite la châtellenie-vicomté de son père en tant que fils aîné. Il est lui aussi connétable de France en 1465, chevalier de l'Ordre de Saint-Michel en 1469, mais meurt décapité pour trahison par ordre du roi de France Louis XI en 1475, à Paris, à l'âge de 57 ans[41]. Il est comte de Saint-Pol, de Ligny et de Conversano, comte de Brienne, de Guise, de Marle et de Soissons, châtelain de Lille, d'Enghien, d'Oisy, de Bohain, de Beauvoir, de Condé-en-Brie et de Bourbourg. Châtelain de Bourbourg par succession, il est également seigneur de Bourbourg par son mariage. Il épouse en premières noces le 16 juillet 1435 au château de Bohain Jeanne de Bar, appelée également Jeanne de Marle, arrière petite fille de Yolande de Flandre, et dame de Bourbourg, Dunkerque, Warneton. Il rassemble ainsi dans ses mains la seigneurie du Ghyselhuys et la châtellenie[81]. Toutefois, cette dernière situation ne durera que de son temps : en dotant ses descendants, il confie la seigneurie et la Châtellenie à deux enfants différents[37]. Louis de Luxembourg présente le 11 avril 1458[82] au comte de Flandres et duc de Bourgogne (Philippe le Bon) un rapport et dénombrement énumérant tous ses biens et droits[81]. Veuf en 1462, il se remarie par contrat le 1er août 1466 à la Motte d'Égry avec Marie de Savoie, fille de Louis Ier de Savoie, duc de Savoie, et d'Anne de Lusignan également appelée Anne de Chypre. Elle meurt la même année que son époux[41].

#### Maison de Croÿ
- Philippe Ier de Croÿ, (Maison de Croÿ), (vers 1435-1511), seigneur de Croÿ et comte de Porcéan, seigneur de Croÿ, Aerschot et Renty, compagnon d'armes du duc de Bourgogne Charles le Téméraire, chevalier de la Toison d'Or, devient châtelain-vicomte de Bourbourg, du fait de son mariage avec Jacqueline de Luxembourg, fille de Louis de Luxembourg-Saint-Pol et de Jeanne de Bar. Il meurt en 1511[80].
- Henri de Croÿ, (1456-1514), est le fils aîné des précédents. Il hérite de la châtellenie-vicomté de Bourbourg, et se marie avec Charlotte de Chateaubriand. Il meurt en 1514[80].
- Philippe II de Croÿ, (1496-1549), comte de Porcéan, général de Charles Quint, chevalier de la toison d'Or, duc d'Aerschot, marquis de Renty, châtelain-vicomte de Bourbourg, est le fils aîné d'Henri de Croÿ. Il prend alliance en premières noces avec Anne de Croÿ, princesse de Chimay, (Principauté de Chimay), dame d'Avesnes, Landrecies, Saint-Venant et Lillers, fille de Charles Ier de Croÿ-Chimay, morte en 1539[83]. Il épouse en secondes noces Jeanne d'Humières et en troisièmes noces, Anne de Lorraine, veuve de René de Nassau, (René de Chalon), Prince d'Orange[83]. Il meurt en 1549[80]. C'est sous son office de châtelain qu'est détruit le château de Bourbourg en 1528 (voir ci-dessus).
- Guillaume de Croÿ, (1527-1565), est le fils de Philippe II. Il devient le 2d marquis de Renty et châtelain-vicomte de Bourbourg à la mort de son père. Seigneur de Chièvres, Meulant, Neufmaisons, chevalier de la Toison d'Or, il épouse Anne de Renesse. Il est châtelain de Bourbourg au moment de l'expédition de Paul de La Barthe de Thermes en 1558. Il participe pour l'Espagne à la bataille de Gravelines où ce dernier est vaincu. Il meurt en 1565 à Renty[80],[84].
- Anne de Croÿ, (morte en 1611), est la fille unique de Guillaume. Marquise de Renty, dame de Chièvres, et châtelaine-vicomtesse de Bourbourg, elle épouse en premières noces, Emmanuel de Lalaing, (maison de Lalaing), baron de Montigny, marquis de Renty, seigneur de Condé, chevalier de la Toison d'or, grand bailli et gouverneur du Hainaut, amiral de Flandre, mort en 1590. Elle se remarie avec Philippe de Croÿ, comte de Solre, seigneur de Molembais, chevalier de la Toison d'Or. Il meurt en 1612[80].
- Charles Philippe Alexandre de Croÿ, (mort en 1640), fils du second mariage ci-dessus, marquis de Renty, châtelain-vicomte de Bourbourg, seigneur de Courcelles, Chièvres, Ruminghem, Eperlecques, duc d'Havré en 1627, grand d'Espagne, épouse en 1627, sa cousine, Marie Claire de Croÿ, née marquise douairière de Renty, marquise puis duchesse d'Havré, comtesse de Fontenoy, fille unique de Charles Alexandre de Croÿ, marquis puis duc de Croÿ, prince du Saint-Empire, et de Yolande de Ligne, elle-même fille de Lamoral Ier de Ligne. Il meurt en 1640[80],[85]. Il est châtelain de Bourbourg lors des ravages du XVIIe siècle.
- Philippe Eugène de Croÿ, fils des précédents, duc d'Havré, marquis de Renty, châtelain-vicomte de Bourbourg, entre dans l'ordre des carmes déchaussés en 1655. La châtellenie de Bourbourg passe à sa sœur Marie Ferdinande de Croÿ[80]. Il est châtelain de Bourbourg lors des ravages du XVIIe siècle.

#### Maison d'Egmond
- Philippe d'Egmond (ou d'Egmont), (mort en 1682), devient châtelain de Bourbourg en épousant en 1659 Marie Ferdinande de Croÿ, sœur du précédent. Elle lui apporte le marquisat de Renty et la châtellenie-vicomté de Bourbourg[86]. Il meurt en 1682[80]. Il est châtelain de Bourbourg lors des ravages du XVIIe siècle.
- Procope François d'Egmond, (mort en 1707), est le fils des précédents. Duc de Gueldres, prince de Gavre, marquis de Renty, châtelain-vicomte de Bourbourg, il meurt sans postérité en 1707. Par testament, il lègue ses biens de Flandre qui lui sont venus de sa mère à son neveu[80].
- Procope Pignatelli, (né en 1703), est le neveu de Procope François d'Egmond, par sa mère Marie Claire Angélique d'Egmond, sœur de celui-ci. Il est le fils de don Nicolas Pignatelii, duc de Bisaccia. Procope Pignatelli se marie en 1717, à l'âge de 14 ans. Nouveau châtelain-vicomte, il se retrouve bientôt submergé de dettes. En 1720, il vend ses biens de Bourbourg pour un montant de 400 000 livres, somme égale à la créance qu'a sur lui son prêteur[87].

#### Famille de Béthisy
- Eugène Marie de Béthisy (Eugène de Béthisy) (1656-1721), chevalier, marquis de Mézières, (Mézières-en-Santerre), en Picardie, devient ainsi châtelain-vicomte de Bourbourg par achat en 1720. Il épouse Éléonore Oglethorp le 5 mars 1703. Il est lieutenant-général des armées du roi, gouverneur des ville et citadelle d'Amiens et de Corbie, grand bailli d'Amiens, commandant pour le roi dans les provinces de Picardie, Champagne, Artois, Cambrésis et Hainaut. Il meurt le 24 avril 1721[88]. Son épouse gère ses biens après sa mort, et les partage en 1733[80]. Elle habite à Paris dans le quartier de Saint-Germain des Prés, en 1731; le couple semble avoir déjà connu lui-aussi des difficultés financières si on se réfère à l'acte de 1731 évoqué ci-dessous.
- Eugène Éléonore de Béthisy, (né en 1709), fils aîné des précédents, reçoit lors du partage, les biens de Bourbourg. Chevalier, marquis de Mézières, maître de camp de cavalerie, puis en 1757 lieutenant-général des armées du roi, gouverneur de Longwy (Longwy?), représenté par Maître François Philippe de Préville, avocat au Parlement de Paris[89], il connait des difficultés financières importantes[90]. En 1731, sa mère appelée haute et puissante dame Éléonore Oglethorpe, veuve de haut et puissant seigneur Messire Eugène Marie de Berthisy, dont tous les titres et fonctions sont rappelés, donne procuration pour qu'il soit procédé à la mise en louage (location) du bail de la terre et seigneurie de Bourbourg et de Nieulande (en fait, mise en location de biens du châtelain) chez un notaire de Saint-Omer. Les biens concernés sont mis en location à la demande des créanciers de la famille, dont des bourgeois parisiens. Plusieurs personnes, dont des laboureurs, se montrent intéressées et enchérissent pour des fractions des biens. Ce qui concerne plus précisément la terre et vicomté de Bourbourg est emporté par Thomas Detaxe, écuyer, seigneur d'Angest, demeurant à Zeggers-Cappel pour un montant de 6 910 livres, offre supérieure à celle présentée par un bourgeois de Bourbourg[91]. Les difficultés financières évoquées amènent Eugène Éléonore à multiplier les procès pour essayer de récupérer des revenus, contre le magistrat de la ville et de la châtellenie, (en 1740, le magistrat s'oppose à ce qu'il prenne la qualité de seigneur de Bourbourg comme il prétend de le faire car la terre appartient au roi[92]), contre ses tenanciers, contre le roi même. En 1738, il nomme (moyennant finances?) bailli du Wythof Jean-Baptiste VanWormhoudt, qui n'est autre que le bourgeois de Bourbourg ayant enchéri en 1731 pour obtenir la terre et vicomté de Bourbourg. Trop endetté, ses biens sont saisis[87].
- Eugène Eustache de Béthisy (Eustache de Béthisy) (1739-1823), fils du précédent, seigneur de Mézières est le dernier châtelain et vicomte héréditaire de Bourbourg. Il doit vendre la majorité de ses biens en Bourbourg pour acquitter les dettes de son père. Il liquide l'héritage dès qu'il le reçoit. Le 13 mars 1783, il vend pour 120 000 livres (or et argent) la terre et seigneurie de Nieulande en Eringhem, comprenant alors 1000 mesures (environ 450 hectares) de terres labourables, prairies, pâtures, à haut et puissant seigneur Octave César Alexandre Joseph Marie de Nédonchel, marquis de Nédonchel, baron de Ravensberghe, haut justicier héréditaire des nobles cours, ville et châtellenie de Cassel, époux de Eugénie de Capendu de Boursonne (voir Seigneurs de Ravensberghe)[93]. Il obtient du roi l'autorisation de vendre le fief du Wythof en trois lots entre 1786 et 1788. Le premier lot, la majeure partie du fief, sera acheté par Augustin Lesage, seigneur d'Audenfort, maître particulier des eaux et forêts de Flandre. Lui-même la cède en 1790 à un sieur Dhenin. Le second lot, la seigneurie de Wythof en Looberghe, est cédée à Alexandre Louis Muchembled, avocat à Saint-Omer. Le dernier lot, la seigneurie de Wythof en Drincham, Eringhem, Merckeghem, est vendue à Charles François de Harchies, seigneur de Drincham. Enfin, l'office de vicomte est vendu à la ville en 1775 pour 20 000 livres, et racheté en 1787 par Ignace Depaepe de Crombecque[87].

Ainsi, à la veille de la Révolution française qui allait abolir les anciennes distinctions féodales et royales, le châtelain-vicomte n'était-il plus qu'une puissance symbolique, révélatrice peut-être d'un système dépassé.

## Les quatre vassaux

### Vassal d'Holque
La composition du vassal d'Holque est la suivante :
- Seigneurie et "comté" d'Holque : s'étend sur toute la paroisse d'Holque, avec des enclaves sur Cappelle-Brouck, Looberghe, Merckeghem, Bollezeele, Saint-Georges-sur-l'Aa. Elle appartient à l'abbaye de Watten. Thémard, châtelain de Bourbourg, est témoin de la charte par laquelle le comte de Flandre Robert II de Flandre dit Robert de Jérusalem, donne en 1093 la terre d'Holque à l'abbaye. Celle-ci y possède toute la justice seigneuriale comme sur l'ensemble de ses possessions[94]. Le possesseur du fief sera l'abbaye de Watten, puis l'évêque de Saint-Omer après la mise à sac de l'abbaye pendant les troubles religieux du XVIe siècle (furie iconoclaste), qui en confie la propriété aux Jésuites anglais en exil en 1608. Les jésuites la gardent jusqu'à la suppression de la Compagnie de Jésus et leur expulsion de France en 1763. L'évêque de Saint-Omer la récupère alors jusqu'à la Révolution française. Le fief représentait un territoire de 1342 mesures soit environ 600 hectares, soit outre tout le territoire d'Holque équivalent à la commune d'aujourd'hui, de nombreuses terres sur les paroisses voisines : Cappelle-Brouck, Looberghe, Merckeghem, Bollezeele, Saint-Georges-sur-l'Aa[95].
- Seigneurie d'Hasnon : se situe principalement sur la paroisse de Saint-Pierre-Brouck et une portion sur Looberghe. À l'origine, terre essentiellement composée de marais, elle est distribuée par les comtes de Flandre, souvent en larges portions, aux monastères en vue de leur assèchement et mise en valeur. En 1063, l'abbaye de Hasnon (en Hainaut) reçoit de Baudouin V de Flandre (Baudouin de Lille) une première concession et en 1113, bénéficie d'une seconde plus importante par Baudouin VII de Flandre, (Baudouin à la Hache), le tout situé au centre de l'actuel Saint-Pierre-Brouck entre l'Aa et l'Enna (rivière locale). L'abbaye y érige une église lorsque l'assèchement a bien progressé, et la terre est appelée Sancti Petri brocho, le marais de Saint-Pierre, du nom de l'abbaye Saint-Pierre de Hasnon. En 1104, l'abbaye de Bourbourg nouvellement créée reçoit également du comte Robert II de Flandre (Robert de Jérusalem)  une donation dans ces terres neuves (terra nova). Ainsi naissent la seigneurie d'Hasnon et le village de Saint-Pierre-Brouck. Il s'agit d'une seigneurie à clocher (église fondée par le seigneur, l'abbé d'Hasnon), possédant toute la justice seigneuriale, avec un bailly, un greffier, 10 échevins plus un pour l'enclave sur Looberghe, un amman et un garde ou sergent champêtre. Outre le revenu des terres, l'abbé perçoit la dîme des grains de toute la paroisse. Au total, la seigneurie totalise 335 mesures, ou environ 150 hectares, essentiellement sur Saint-Pierre-Brouck, un complément sur Looberghe, plus un bien sur Oxelaere et un dans la châtellenie de Furnes[96].
- Seigneurie de Mevrauwenbroucq : détient des terres sur Millam, Merckeghem. Il s'agit d'une seigneurie disposant de toute la justice seigneuriale, avec bailly, 7 échevins, un amman. Elle est placée sous l'autorité de l'abbaye de Bourbourg, laquelle reçoit la donation en 1115 par Baudouin VII de Flandre du marais de Millam (paludem de Milham). Elle recouvre une surface de l'ordre de 800 mesures, soit environ 360 hectares, plus ou moins cultivées selon les années, du fait qu'elles sont en grande partie des terres basses[97].

### Vassal de Capelle-Brouck
Il se compose de :
- Seigneurie et vierschare (organe de justice) de Cappelle-Brouck. Il s'agit d'une seigneurie possédant toute la justice seigneuriale. Elle appartient au chapitre de l'église collégiale d'Aire-sur-la Lys par une donation de 1700 mesures de terre (environ 760 hectares) faite par le comte de Flandre Philippe d'Alsace en 1169[98]. Seigneurie à clocher, elle dispose d'un bailly, d'échevins, de cuerheers (hommes de la keure, autrement dit, hommes de la charte attribuant une certaine autonomie). Le vicomte et châtelain de Bourbourg a un certain droit de regard sur cette seigneurie, car l'ammanie du lieu dépend du fief du Wythof; de ce fait le châtelain ou son représentant participe à la désignation des échevins. De plus, il est compétent en matière de police, de finances et d'intérêt général[98]. En cas d'appel d'une décision de justice prise par la seigneurie, celui-ci se fait devant le grand conseil des Pays-Bas à Malines puis après l'annexion à la France en 1659, au Conseil d'Artois, et pour les affaires civiles au Parlement de Paris. Le vassal de Cappelle-Brouck, celui d'Holque et celui de Ravensberghe ci-dessous, ont pris au XIIIe l'habitude de se réunir en une sorte de conseil, dit conseil général du brouck, également appelé plus familièrement le Hoop, pour juger des cas communs à tous notamment lors d'atteintes au bon écoulement des eaux[99].
- Seigneurie du Gheere en Merckeghem. Elle dépend du vassal de Cappelle-Brouck et suit le régime de ce dernier[99].

### Vassal de Zinneghem
Il comprend :
- Seigneurie de Zinneghem en Watten, Millam, Cappelle-Brouck, Looberghe, Merckeghem.
- Seigneurie de Millam-Hoflant, dépendance de la seigneurie de Zinneghem (voir Seigneurie de Zinneghem).
- Seigneurie de Burgravenbrouck en Millam et Merckeghem. Cette seigneurie possède toute la justice seigneuriale. Le comte de Flandre l'a donnée à Thémard, châtelain de Bourbourg avec mission de l'assécher. Thémard la laisse ultérieurement à l'abbaye de Bourbourg qui possède ainsi tout le marais asséché mais le nom de la possession "marais du vicomte (burgrave)" lui est resté. Elle s'étend sur 301 mesures (environ 135 hectares) sur Millam et partiellement sur Merckeghem[100].
- Seigneurie de Pantgat en Bollezeele. Elle est associée à la précédente et recouvre de l'ordre de 280 mesures (environ 125 hectares) sur le territoire de Bollezeele et appartient elle-aussi à l'abbaye de Bourbourg[100].

### Vassal de Ravensberghe
La composition en est la suivante :
- Seigneurie de Ravensberghe-Beaufort en Merckeghem.
- Seigneurie de Ravensberghe-Ghermansvelt en Eringhem et Looberghe.
- Seigneurie de Ravensberghe-Calbeck en Cappelle-Brouck (voir Seigneurs de Ravensberghe).
- Seigneurie d'Houthove ou de l'abbaye de Ravensberghe en Merckeghem. En 1191, Christine de Zinneghem, dame de Ravensberghe, épouse de Willaume Brohon, donne aux religieuses de l'ordre cistercien, une manse (ou ferme) appelée "Outhof" ou "Outhove", où les moniales étaient déjà installées, située sur la paroisse de Merckeghem. Elle y ajoute la terre dénommée "Outhoflant" contigüe à la manse, avec le personnel y affecté, 3 mesures d'alleu (terres libres), un moulin avec 30 mesures de terre et 8 mesures de marais à tourbe appelé "vienecornemed" pour y construire leur monastère. L'ensemble constitue la seigneurie d'une superficie de 99 mesures (environ 44 hectares) et une ferme accordée à l'abbaye de Ravensberghe[101].